# Les Enfants du siècle
Les Enfants du siècle is een Franse film van Diane Kurys die werd uitgebracht in 1999.
In de filmtitel steekt een verwijzing naar de roman La Confession d'un enfant du siècle (1836), de autobiografische roman van Alfred de Musset. 

## Samenvatting
De jaren 1830-1839. De film vertelt het verhaal van de passionele liefde tussen de schrijvers George Sand en Alfred de Musset. Met zijn tweeëntwintig jaar was hij zes jaar jonger dan Sand. In 1833, toen ze elkaar voor het eerst ontmoetten waren beiden al een tijdje beroemde auteurs. Ze werden spoedig minnaars. Hun relatie duurde van 1833 tot 1835 en werd algauw stormachtig: wangedrag, ruzies, ontrouw, verwijten, jaloersheid, wroeging, breuken, verzoeningen, zelfmoordgedachten. Hun liefdesverhouding werd alsmaar destructiever en verteerde hen volledig.  

## Rolverdeling
| Acteur           | Personage                                                      |
| ---------------- | -------------------------------------------------------------- |
| Juliette Binoche | George Sand                                                    |
| Benoît Magimel   | Alfred de Musset                                               |
| Robin Renucci    | François Buloz, persdirecteur                                  |
| Stefano Dionisi  | Pietro Pagello, dokter en minnaar van George Sand              |
| Karin Viard      | Marie Dorval, actrice                                          |
| Denis Podalydès  | Charles-Augustin Sainte-Beuve, literatuurcriticus en schrijver |
| Isabelle Carré   | Aimée d'Alton                                                  |
| Patrick Chesnais | Gustave Planche, literatuurcriticus                            |
| Olivier Foubert  | Paul de Musset, de broer van Alfred                            |
| Ludivine Sagnier | Hermine de Musset                                              |
| Robert Plagnol   | Jules Sandeau, schrijver                                       |
| Michel Robin     | Larive                                                         |
| Mathias Mégard   | Eugène Delacroix                                               |